# Лящини
Лящини (пол. Laszczyny) — село в Польщі, у гміні Гродзисько-Дольне Лежайського повіту Підкарпатського воєводства.
Населення — 389 осіб (2011).
У 1975-1998 роках село належало до .

## Демографія
Демографічна структура станом на 31 березня 2011 року:
|          | Загалом | Допрацездатний вік | Працездатний вік | Постпрацездатний вік |
| -------- | ------- | ------------------ | ---------------- | -------------------- |
| Чоловіки | 189     | 48                 | 121              | 20                   |
| Жінки    | 200     | 55                 | 107              | 38                   |
| Разом    | 389     | 103                | 228              | 58                   |